# Серп и Молот (Кемеровская область)
Серп и Мо́лот — посёлок в Прокопьевском районе Кемеровской области. Входит в состав Терентьевского сельского поселения.

## География
Центральная часть населённого пункта расположена на высоте 211 м над уровнем моря.

## Население
| 2010 |
| ---- |
| 65   |

### Половой состав
По данным Всероссийской переписи населения 2010 года, в посёлке Серп и Молот проживает 65 человек (31 мужчина, 34 женщины).

## Улицы
В посёлке имеются две улицы: Начальная и Центральная. 